# Wolfgang Kasack
Wolfgang Kasack, né le 20 janvier 1927 à Potsdam, mort le 10 janvier 2003 à Much près de Cologne, est un slaviste allemand.

## Biographie
Wolfgang Kasack est le fils de l'écrivain Hermann Kasack. À l'âge de dix-sept ans, il est mobilisé dans l'armée allemande lors de la Seconde Guerre mondiale. Capturé par l'ennemi, il découvre la langue russe dans les camps de prisonniers en Russie. Il rentre en Allemagne en 1946. Diplômé de l'université de Heidelberg en 1951, il poursuit les études de slavistique en 1951-1953, à l'université de Göttingen où il soutient sa thèse de doctorat. Il travaille comme traducteur à l'ambassade de la RFA à Moscou en 1956-1960. De 1960 à 1969, il s'occupe de l'organisation des programmes d'échange scientifique entre la RFA et l'URSS. En 1969, il devient chef du département de la philologie slave et directeur de l'institut de la slavistique de l'université de Cologne.
Il traduit du russe vers l'allemand les œuvres de Benjamin Kaverine, Alexandre Pouchkine, Constantin Paoustovski, Viktor Rozov, Alexandre Soljenitsyne, Vladimir Tendriakov, Evgueni Ternovski (ru) et Sasha Sokolov. On lui doit la première édition du Mandat de Nikolaï Erdman, en 1976. En 1985, il traduit Le Revizor de Nicolas Gogol.
Wolfgang Kasack est surtout connu pour son Dictionnaire de la Littérature russe du XXe siècle (1996), ouvrage de référence comportant 857 articles sur des écrivains, des revues et des organisations littéraires, réédité à de nombreuses reprises et traduit dans de nombreuses langues.
Il est mort à Much (Rhénanie-du-Nord-Westphalie) le 10 janvier 2003.

## Vie privée
En 1953, Wolfgang Kasack a épousé Waltraud Schleuning. Après sa mort en 1976, il s'est marié en 1978 avec Friederike Langmann. Il a eu trois enfants de son premier mariage et deux de son deuxième mariage. Il a vécu à Much, où il a également été organiste de l'église évangélique depuis 1992.

## Distinctions et récompenses
- 1981 : Prix Johann Heinrich Voß pour la traduction[4]
- 1997 : Aleksandr-Men-Preis

## Œuvres
(Liste non exhaustive)
- Lexikon der russischen Literatur ab 1917, Stuttgart, Kröner, 1976
- Russische Weihnachten: ein literarisches Lesebuch, Freiburg im Breisgau; Basel; Wien, Herder, 2000  (ISBN 3-451-05075-7)
- Christus in der russischen Literatur: ein Gang durch ihre Geschichte von den Anfängen bis zum Ende des 20. Jahrhunderts, Stuttgart, Verl. Urachhaus, 2000  (ISBN 3-8251-7250-3)
- Der Tod in der russischen Literatur: Aufsätze und Materialien aus dem Nachlaß (éd. Frank Göbler), München, Sagner, 2005  (ISBN 3-87690-907-4)